# Tylophora dickinsii
Tylophora dickinsii là một loài thực vật có hoa trong họ La bố ma. Loài này được (Franch. & Sav.) Makino miêu tả khoa học đầu tiên năm 1933.